# Демовка (Чечельницкий район)
Де́мовка (укр. Демівка) — село на Украине, находится в Чечельницком районе Винницкой области.
Население по переписи 2021 года составляет 1258 человек. Почтовый индекс — 24832. Телефонный код — 4351.
Занимает площадь 4 км².

## Адрес местного совета
24832, Винницкая область, Чечельницкий р-н, с. Демовка, ул. Октябрьская 1.